# John de Jong
Johannes Jacobus "John" de Jong (født 8. marts 1977 i Haag, Holland) er en hollandsk tidligere fodboldspiller (midtbane).
De Jong vandt hele fem hollandske mesterskaber med PSV Eindhoven, som han repræsenterede i perioden 2000-2008. Han spillede også for ADO Den Haag, FC Utrecht og Heerenveen. Han måtte indstille sin karriere allerede som 30-årig på grund af skader.

## Titler
Æresdivisionen
- 2001, 2003, 2005, 2006 og 2007 med PSV Eindhoven

KNVB Cup
- 2005 med PSV Eindhoven

Johan Cruijff Schaal
- 2000, 2001 og 2003 med PSV Eindhoven